# Liste der geschützten Landschaftsbestandteile in Köln

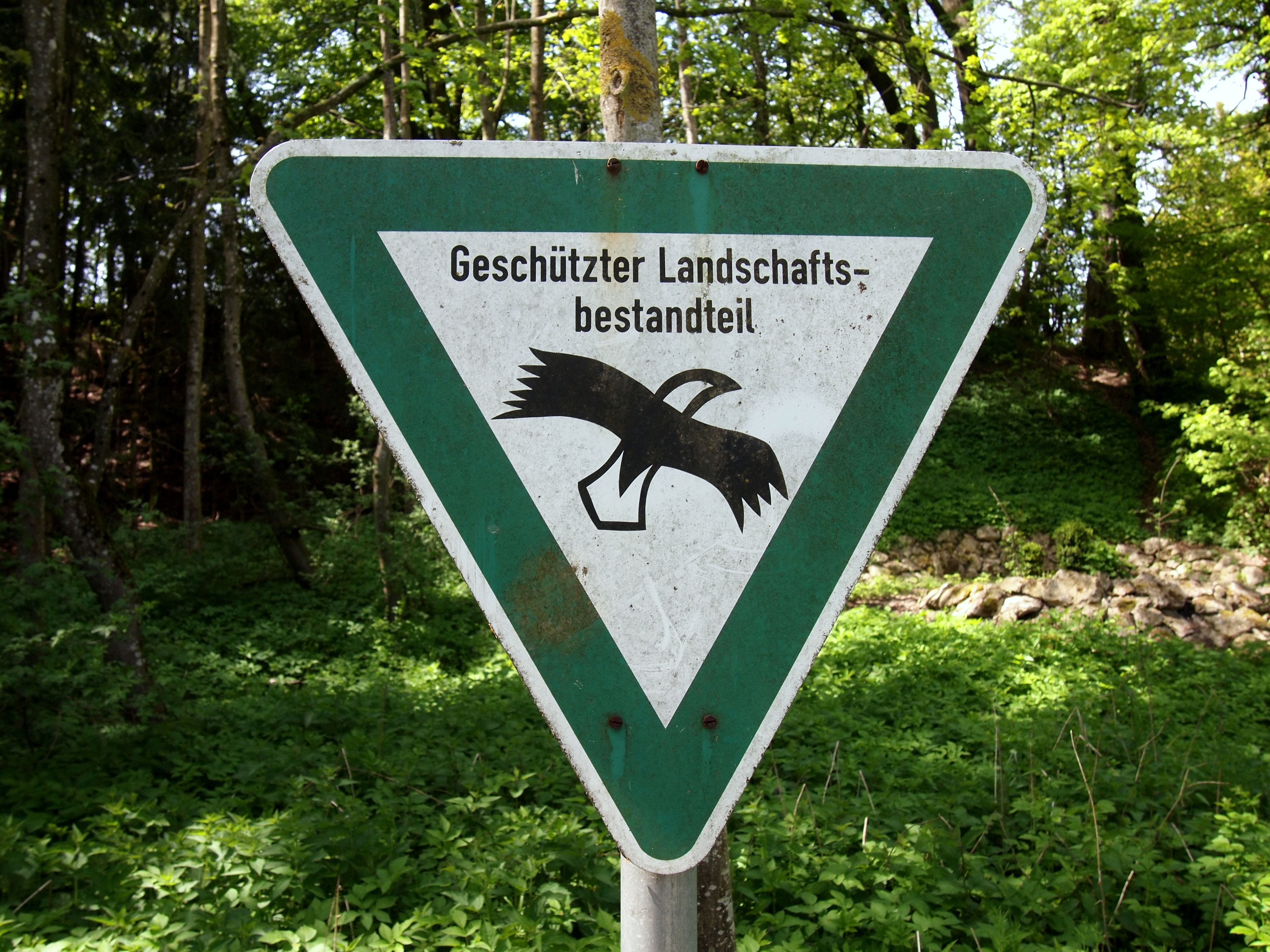
Hinweisschild

Die Liste der geschützten Landschaftsbestandteile in Köln nennt die geschützten Landschaftsbestandteile in der kreisfreien Stadt Köln in Nordrhein-Westfalen, geordnet nach den neun Stadtbezirken. Lage und Ausdehnung der einzelnen Flächen lassen sich aus den Karten des Landschaftsplans bzw. der Stadtbezirke/-teile ersehen.

## Innenstadt
| Bild | Nummer  | Bezeichnung                                                   | Stadtteil     | Anmerkung |
| ---- | ------- | ------------------------------------------------------------- | ------------- | --------- |
|      | LB 1.01 | Bahnbegleitende Brachflächen nördlich des Media-Park-Geländes | Neustadt-Nord |           |
|      | LB 1.02 | Stadtgarten an der Venloer Straße                             | Neustadt-Nord |           |
|      | LB 1.03 | Friedenspark                                                  | Neustadt-Süd  |           |
|      | LB 1.04 | Römerpark                                                     | Neustadt-Süd  |           |
|      | LB 1.05 | Stadtgarten Deutz und Jüdischer Friedhof Deutz                | Deutz         |           |

## Rodenkirchen
| Bild               | Nummer  | Bezeichnung                                                                  | Stadtteil       | Anmerkung |
| ------------------ | ------- | ---------------------------------------------------------------------------- | --------------- | --------- |
|                    | LB 2.01 | Langenacker Hof und Umgebung                                                 | Meschenich      |           |
|                    | LB 2.02 | Flurgehölze östlich des Langenacker Hofs                                     | Meschenich      |           |
|                    | LB 2.03 | Neu-Engeldorfer-Hof und Umgebung                                             | Meschenich      |           |
|                    | LB 2.04 | Alt-Engeldorfer-Hof                                                          | Meschenich      |           |
|                    | LB 2.05 | Giesdorfer Höfe und Umgebung                                                 | Rondorf         |           |
| Raderberger Brache | LB 2.06 | Brachgelände Raderberg                                                       | Zollstock       |           |
|                    | LB 2.07 | Südpark                                                                      | Marienburg      |           |
|                    | LB 2.08 | Rondorfer Friedhof                                                           | Rondorf         |           |
|                    | LB 2.09 | Bahnbegleitende Brachflächen am „Oberen Komarweg“                            | Zollstock       |           |
|                    | LB 2.10 | Konraderhof und Umgebung, Konraderhöhe                                       | Rondorf         |           |
|                    | LB 2.11 | Obstwiesenbrache „Vor Meschenich“, Konraderhöhe                              | Rondorf         |           |
|                    | LB 2.12 | Umgebung des Johannes- und Büchelhofs                                        | Rondorf         |           |
|                    | LB 2.13 | Kradepohl                                                                    | Meschenich      |           |
|                    | LB 2.14 | Obstwiesen und Gehölzbrachen auf dem Geländesprung an der Immendorfer Kirche | Immendorf       |           |
|                    | LB 2.15 | Hofanlage Mönchhof und Kirche in Sürth                                       | Sürth           |           |
|                    | LB 2.16 | Brache im Regenrückhaltebecken am Kirschbaumweg                              | Hahnwald        |           |
|                    | LB 2.17 | Amphibienlaichplätze und Wallbrache nördlich Ober Buschweg                   | Hahnwald        |           |
|                    | LB 2.18 | Verbuschte Wegsaumbrache im Sürther Feld                                     | Rodenkirchen    |           |
|                    | LB 2.19 | Rekultivierungsbrache westlich der Bonner Landstraße                         | Hahnwald/Godorf |           |

## Lindenthal
| Bild | Nummer  | Bezeichnung                                                                         | Stadtteil   | Anmerkung |
| ---- | ------- | ----------------------------------------------------------------------------------- | ----------- | --------- |
|      | LB 3.01 | Gut Horbell und Gleueler Bach                                                       | Junkersdorf |           |
|      | LB 3.02 | Clarenbach/Rautenstrauch-Kanal westlich des Aachener Weihers                        | Lindenthal  |           |
|      | LB 3.03 | Haus Rath und Neu-Subbelrather Hof in Widdersdorf                                   | Widdersdorf |           |
|      | LB 3.04 | Parkrest von Haus Belvedere und Gehölzbestände an der Waldschule in Müngersdorf     | Müngersdorf |           |
|      | LB 3.05 | Böschungsgehölze und Hecke am Egelspfad in Müngersdorf                              | Müngersdorf |           |
|      | LB 3.06 | Gut Vogelsang und Umgebung in Widdersdorf                                           | Widdersdorf |           |
|      | LB 3.07 | Obstwiese und Obstbaumallee westlich des Krankenhauses Hohenlind in Lindenthal      | Lindenthal  |           |
|      | LB 3.08 | offen                                                                               |             |           |
|      | LB 3.09 | Burghof und Umgebung in Widdersdorf                                                 | Widdersdorf |           |
|      | LB 3.10 | Hofanlage „Haus Közal“ und Umgebung in Lövenich                                     | Lövenich    |           |
|      | LB 3.11 | Bahnböschungen und begleitender Gehölzsaum nördlich der Aachener Straße in Lövenich | Lövenich    |           |
|      | LB 3.12 | Feldgehölz und Böschung nordwestlich der Jungbluth-Brücke in Weiden                 | Weiden      |           |
|      | LB 3.13 | Nördliche Böschung des Lärmschutzwalles nordwestlich des Autobahnkreuzes Köln-West  | Weiden      |           |
|      | LB 3.14 | Weideland westlich der Beethovenstraße in Junkersdorf                               | Junkersdorf |           |
|      | LB 3.15 | Frechener Bach in Marsdorf                                                          | Junkersdorf |           |
|      | LB 3.16 | Stüttgenhof und Frechener Bach in Lindenthal                                        | Lindenthal  |           |
|      | LB 3.17 | Brachfläche westlich der Herbesthaler Straße in Müngersdorf                         | Müngersdorf |           |
|      | LB 3.18 | Klettenbergpark                                                                     | Klettenberg |           |
|      | LB 3.19 | Komarhof und Umgebung in Klettenberg                                                | Klettenberg |           |

## Ehrenfeld
| Bild | Nummer  | Bezeichnung                                                          | Stadtteil            | Anmerkung |
| ---- | ------- | -------------------------------------------------------------------- | -------------------- | --------- |
|      | LB 4.01 | Ehemaliger Friedhof Feltenstraße in Bickendorf                       | Bickendorf           |           |
|      | LB 4.02 | Gehölzinsel am Pescher Weg in Mengenich                              | Bocklemünd/Mengenich |           |
|      | LB 4.03 | Nüssenberger Busch                                                   | Bocklemünd/Mengenich |           |
|      | LB 4.04 | Nüssenberger Hof und Umgebung von Fort III                           | Ossendorf            |           |
|      | LB 4.05 | Weideland westlich Oberer Dorfstraße in Mengenich                    | Bocklemünd/Mengenich |           |
|      | LB 4.06 | Hofanlagen am Südrand von Bocklemünd-Mengenich                       | Bocklemünd/Mengenich |           |
|      | LB 4.07 | Bahnbegleitende Hochstaudenbrache und Gehölze westlich von Vogelsang | Vogelsang            |           |
|      | LB 4.08 | Teich und Wiesenbrache am Girlitzweg                                 | Vogelsang            |           |
|      | LB 4.09 | Brachgelände mit Tümpeln und Hecken „Am Hexenberg“                   | Ossendorf            |           |

## Nippes
| Bild | Nummer  | Bezeichnung                                            | Stadtteil       | Anmerkung |
| ---- | ------- | ------------------------------------------------------ | --------------- | --------- |
|      | LB 5.01 | Lebensbaumallee auf dem Nordfriedhof                   | Weidenpesch     |           |
|      | LB 5.02 | Heckhof und Umgebung Bilderstöckchen                   | Bilderstöckchen |           |
|      | LB 5.03 | Weiden und Brache südlich des Niehler Verkehrskreisels | Longerich       |           |
|      | LB 5.04 | Brache zwischen Neusser Straße und Simonskaul          | Weidenpesch     |           |
|      | LB 5.05 | Brachflächen und Weiden beidseitig des Ginsterpfades   | Weidenpesch     |           |

## Chorweiler
| Bild | Nummer  | Bezeichnung                                                                                 | Stadtteil            | Anmerkung |
| ---- | ------- | ------------------------------------------------------------------------------------------- | -------------------- | --------- |
|      | LB 6.01 | Saatkrähenkolonie und Pletschbach südlich Worringen                                         | Worringen            |           |
|      | LB 6.02 | Krebelshof und Umgebung des Bergerhofes                                                     | Worringen            |           |
|      | LB 6.03 | Gehölzinsel östlich der Sinnersdorfer Mühle                                                 | Esch/Auweiler        |           |
|      | LB 6.04 | Pletschbach zwischen Thenhoven und Worringer Bruch                                          | Roggendorf/Thenhoven |           |
|      | LB 6.05 | Esskastanienreihe am Kasseler Weg                                                           | Fühlingen            |           |
|      | LB 6.06 | Feldwegeböschung „Im Hühnersack“                                                            | Roggendorf/Thenhoven |           |
|      | LB 6.07 | Pletschbach am „Haus Furth“                                                                 | Roggendorf/Thenhoven |           |
|      | LB 6.08 | Gutspark Haus Arff                                                                          | Roggendorf/Thenhoven |           |
|      | LB 6.09 | Quettinghof und Umgebung                                                                    | Roggendorf/Thenhoven |           |
|      | LB 6.10 | Brachfläche und Baumreihe am Thieveshof                                                     | Roggendorf/Thenhoven |           |
|      | LB 6.11 | Feuchtsenke nördlich des Frohnhof in Esch                                                   | Esch/Auweiler        |           |
|      | LB 6.12 | Teiche und Weide östlich des Klärwerks Worringen                                            | Worringen            |           |
|      | LB 6.13 | Lindenallee an der Alten Neusser Landstraße, südöstlich Worringen                           | Worringen            |           |
|      | LB 6.14 | Lindenhof und Kirche in Rheinkassel                                                         | Merkenich            |           |
|      | LB 6.15 | Teichgelände „Auf dem Herbst“                                                               | Merkenich            |           |
|      | LB 6.16 | Teich und Weide westlich des Mohlenweges                                                    | Fühlingen            |           |
|      | LB 6.17 | Wäldchen und Wallbrache südlich des Klärwerks Langel, linksrheinisch                        | Merkenich            |           |
|      | LB 6.18 | Brachflächen und Feldgehölzinseln beidseitig des Weges „Am Kutzpfädchen“, östlich Fühlingen | Fühlingen            |           |
|      | LB 6.19 | Obstwiese nordwestlich der Kreuzung Mennweg/Hitdorfer Fährweg                               | Fühlingen            |           |
|      | LB 6.20 | Obstwiese östlich der Kreuzung Alte Römerstraße/Hitdorfer Fährweg                           | Merkenich            |           |
|      | LB 6.21 | Böschungsgehölz südlich von Brüngesrath und Chorbusch                                       | Roggendorf/Thenhoven |           |
|      | LB 6.22 | Eichenwäldchen westlich Fühlingen                                                           | Fühlingen            |           |
|      | LB 6.23 | Doktorshof in Auweiler (Villengarten)                                                       | Esch/Auweiler        |           |
|      | LB 6.24 | Lindweiler Hof                                                                              | Lindweiler           |           |
|      | LB 6.25 | offen                                                                                       |                      |           |
|      | LB 6.26 | Sinnersdorfer Mühle                                                                         | Esch/Auweiler        |           |
|      | LB 6.27 | Sukzessionsfläche „In der Rabenkaul“ südlich Auweiler                                       | Esch/Auweiler        |           |
|      | LB 6.28 | Senkenbereiche „Am Ruppenbüschchensweg“                                                     | Pesch                |           |
|      | LB 6.29 | Feuchtstelle und Böschungsbrache nördlich der Kleingärten am Auweiler Weg                   | Esch/Auweiler        |           |
|      | LB 6.30 | Obstwiese an der Alten Römerstraße, nördlich Merkenich                                      | Merkenich            |           |
|      | LB 6.31 | Pletschbach am Gilleshof                                                                    | Roggendorf/Thenhoven |           |
|      | LB 6.32 | Kleingewässer nordwestlich Johannesstraße                                                   | Pesch                |           |

## Porz
| Bild | Nummer  | Bezeichnung                                                                          | Stadtteil     | Anmerkung |
| ---- | ------- | ------------------------------------------------------------------------------------ | ------------- | --------- |
|      | LB 7.01 | Bahndammgehölze „Auf dem Schorrenberg“                                               | Langel        |           |
|      | LB 7.02 | Feldgehölz „Faldersmaar“                                                             | Zündorf       |           |
|      | LB 7.03 | Feldgehölz „Große Kaul“                                                              | Libur         |           |
|      | LB 7.04 | Burg Wahn und Umgebung                                                               | Wahn          |           |
|      | LB 7.05 | Feldgehölz „Am Maarhäuser Weg“                                                       | Eil           |           |
|      | LB 7.06 | Feldgehölze und Brachfläche „Auf dem Loor“                                           | Zündorf       |           |
|      | LB 7.07 | offen                                                                                |               |           |
|      | LB 7.08 | Rolshover Hof und hofnahe Weiden                                                     | Poll          |           |
|      | LB 7.09 | Rheinufer-Kiesbänke, Westhoven                                                       | Westhoven     |           |
|      | LB 7.10 | offen                                                                                |               |           |
|      | LB 7.11 | Böschungs- und Brachflächen „Im Wasserfeld“, Poll                                    | Poll          |           |
|      | LB 7.12 | Bahnbegleitende Brach- und Böschungsflächen am Verschiebebahnhof Gremberg            | Gremberghoven |           |
|      | LB 7.13 | Kleingärten und bahnbegleitende Brachflächen westlich der Steinstraße, Gremberghoven | Gremberghoven |           |
|      | LB 7.14 | Brachfläche „Auf dem Stallberg“                                                      | Urbach        |           |
|      | LB 7.15 | offen                                                                                |               |           |
|      | LB 7.16 | Ortsrandbrache mit älterem Baumbestand südlich der Houdainer Straße, Zündorf         | Zündorf       |           |
|      | LB 7.17 | Pleienpool                                                                           | Libur         |           |
|      | LB 7.18 | offen                                                                                |               |           |
|      | LB 7.19 | Alter jüdischer Friedhof an der Hasenkaul                                            | Zündorf       |           |
|      | LB 7.20 | Obstwiesen am Bergerhof                                                              | Elsdorf       |           |
|      | LB 7.21 | Grünverbindung „Adelenhütte“, Kleingärten, Brach- und Böschungsflächen               | Porz          |           |
|      | LB 7.22 | Hofnahe Obstwiesen südlich Gilsonstraße                                              | Elsdorf       |           |
|      | LB 7.23 | Feldgehölz Winkelsmaar                                                               | Wahn          |           |
|      | LB 7.24 | Senkelsgraben in Lind                                                                | Lind          |           |
|      | LB 7.25 | Hofnahe Weiden und Obstwiesen an der Burgallee                                       | Wahn          |           |
|      | LB 7.26 | Urbacher Friedhof                                                                    | Urbach        |           |
|      | LB 7.27 | Hofnahe Weiden am Maarhof                                                            | Urbach        |           |
|      | LB 7.28 | Böschungsgehölze Schindskaule                                                        | Langel        |           |
|      | LB 7.29 | Butzbach und Teiche im Bieselwald Grengel/Wahnheide                                  | Grengel       |           |
|      | LB 7.30 | Kurtenwaldbach bei Gut Leidenhausen                                                  | Eil           |           |
|      | LB 7.31 | offen                                                                                |               |           |
|      | LB 7.32 | Kurtenwaldbach am Bahnhof Königsforst                                                | Eil           |           |
|      | LB 7.33 | Friedhof Wahn                                                                        | Wahn          |           |
|      | LB 7.34 | Kiesgrube und Rekultivierungsbrache „Im Hadgenbusch“                                 | Gremberghoven |           |
|      | LB 7.35 | Gut Leidenhausen                                                                     | Eil           |           |
|      | LB 7.36 | Gartenbrache südlich der Straße Weilerhöfe                                           | Libur         |           |
|      | LB 7.37 | Gebüsch entlang eines ehemaligen Lorenweges auf dem Militärgelände Westhoven         | Westhoven     |           |
|      | LB 7.38 | Gebüsch an östlicher Grenze des Militärgeländes in Westhoven                         | Westhoven     |           |
|      | LB 7.39 | Waldbestand im Südwesten des Westhovener Militärgeländes                             | Westhoven     |           |

## Kalk
| Bild | Nummer  | Bezeichnung                                                            | Stadtteil   | Anmerkung |
| ---- | ------- | ---------------------------------------------------------------------- | ----------- | --------- |
|      | LB 8.01 | Rather Burg                                                            | Rath/Heumar |           |
|      | LB 8.02 | St. Gereon und Umgebung                                                | Merheim     |           |
|      | LB 8.03 | Kiesgrubensee und Rekultivierungsbrache östlich Steinweg               | Rath/Heumar |           |
|      | LB 8.04 | offen                                                                  |             |           |
|      | LB 8.05 | Merheimer und Brücker Bruch einschließlich der Merheimer Fliehburg     | Brück       |           |
|      | LB 8.06 | Maar und hofnahe Weiden am Gut Maarhausen und Durchhäuserhof           | Rath/Heumar |           |
|      | LB 8.07 | Flurgehölze, Feuchtwiesen, Tümpel und Saumbiotope „Am Lusthaus“        | Rath/Heumar |           |
|      | LB 8.08 | Selbach von der Stadtgrenze bis zur Erker Mühle; Königsforst           | Rath/Heumar |           |
|      | LB 8.09 | Flehbach von der Stadtgrenze bis zur Erker Mühle; Königsforst          | Rath/Heumar |           |
|      | LB 8.10 | offen                                                                  |             |           |
|      | LB 8.11 | Brachfläche östlich der Stresemannstraße                               | Neubrück    |           |
|      | LB 8.12 | Faulbach und Brachflächen südlich Schlagbaumsweg, Merheim und Holweide | Merheim     |           |
|      | LB 8.13 | Flehbach von der Erker Mühle bis Ortsrand Brück                        | Brück       |           |
|      | LB 8.14 | Frankenforst-/Eggerbach von der Stadtgrenze bis Dellbrücker Mauspfad   | Brück       |           |
|      | LB 8.15 | Böschungsgehölze südlich Alter Deutzer Postweg                         | Ostheim     |           |
|      | LB 8.16 | Bruchbachaue in Merheim                                                | Merheim     |           |
|      | LB 8.17 | Rekultivierungsbrache westlich Servatiusstraße                         | Ostheim     |           |
|      | LB 8.18 | Feldgehölze, Feuchtgebiete und Hochstaudenbrache im „Burgacker“        | Rath/Heumar |           |

## Mülheim
| Bild | Nummer  | Bezeichnung                                                                                | Stadtteil | Anmerkung |
| ---- | ------- | ------------------------------------------------------------------------------------------ | --------- | --------- |
|      | LB 9.01 | Strunderbach an der Wichheimer Mühle                                                       | Holweide  |           |
|      | LB 9.02 | Haus Isenburg und Strunderbach                                                             | Holweide  |           |
|      | LB 9.03 | Strunderbach an Gut Iddelsfeld und Grünverbindung, Märchensiedlung, Dellbrück und Holweide | Dellbrück |           |
|      | LB 9.04 | Eichenwaldrest südlich Dünnwalder Kommunalweg und westlich A 3                             | Stammheim |           |
|      | LB 9.05 | Gut Schönrath mit Eichenwaldrest und Feldgehölzen                                          | Höhenhaus |           |
|      | LB 9.06 | Rodderhof mit Feldgehölz                                                                   | Höhenhaus |           |
|      | LB 9.07 | Feldgehölze am Dünnwalder Mühlenweg                                                        | Stammheim |           |
|      | LB 9.08 | Wäldchen südlich Dünnwalder Kommunalweg am Ortsrand von Dünnwald                           | Höhenhaus |           |
|      | LB 9.09 | Mutzbach am Gut Klosterhof                                                                 | Dünnwald  |           |
|      | LB 9.10 | Mutzbach zwischen Amselstraße und Waldbad                                                  | Dünnwald  |           |
|      | LB 9.11 | Rekultivierungsbrache östlich der Honschaftsstraße                                         | Holweide  |           |
|      | LB 9.12 | offen                                                                                      |           |           |
|      | LB 9.13 | Deponiebrache am Thulenweg                                                                 | Höhenhaus |           |
|      | LB 9.14 | Feuchtwiesen mit Quellbereichen südlich Refrather Straße                                   | Dellbrück |           |
|      | LB 9.15 | Kemperbach im Tiefenbruch                                                                  | Dellbrück |           |
|      | LB 9.16 | Kemperbach beidseitig der Otto-Kayser-Straße                                               | Dellbrück |           |
|      | LB 9.17 | Strunderbach und Umbach „Im Grundloch“ und westlich Strunder Mühle                         | Dellbrück |           |
|      | LB 9.18 | Strunderbach am Thurner Hof                                                                | Dellbrück |           |
|      | LB 9.19 | Alter Ortsteilfriedhof Dellbrück                                                           | Dellbrück |           |
|      | LB 9.20 | Holweider Heide                                                                            | Holweide  |           |
|      | LB 9.21 | Grünverbindung nördlich Roggendorfstraße                                                   | Flittard  |           |
|      | LB 9.22 | Schloßpark Stammheim                                                                       | Stammheim |           |
|      | LB 9.23 | Stammheimer Friedhof am Stammheimer Ring                                                   | Stammheim |           |
|      | LB 9.24 | Siedlungspark in der Bruder-Klaus-Siedlung                                                 | Mülheim   |           |
|      | LB 9.25 | Bahnbegleitende Brachflächen „Am Kurtekotten Acker“                                        | Flittard  |           |
|      | LB 9.26 | Mutzbach und „Motte“ am Kurtekottenweg                                                     | Flittard  |           |
|      | LB 9.27 | Mädchenbusch und Feldhecken                                                                | Flittard  |           |
|      | LB 9.28 | Hoppersheider Bach und Isborns Heide im Dünnwalder Wald                                    | Dünnwald  |           |
|      | LB 9.29 | Katterbach im Dünnwalder Wald                                                              | Dünnwald  |           |
|      | LB 9.30 | Brachfläche südlich Kalkweg                                                                | Dellbrück |           |
|      | LB 9.31 | Bahnbegleitende Gehölze und Spontanvegetation am Höhenhauser Ring                          | Mülheim   |           |
|      | LB 9.32 | Grünverbindung Donauweg                                                                    | Höhenhaus |           |
|      | LB 9.33 | Grünverbindung nördlich „Am Springborn“                                                    | Höhenhaus |           |
|      | LB 9.34 | Faulbach und Strunderbach um Haus Herl und Herler Mühle                                    | Buchheim  |           |
|      | LB 9.35 | Bruchbach- und Eggerbachauenbereich um Gut Mielenforst                                     | Dellbrück |           |
|      | LB 9.36 | Scheuerhof und Umgebung                                                                    | Flittard  |           |
|      | LB 9.37 | Busch- und Brachflächen südlich „Im Weidenbruch“                                           | Höhenhaus |           |